# Agencia de noticias Bakhtar
Bakhtar News Agency(BNA) es la agencia oficial de noticias del gobierno afgano, con sede en Kabul. La agencia es una importante fuente de noticias para todos los medios de comunicación de Afganistán, recopilando noticias nacionales e internacionales y proporcionando información a los medios. La agencia ofrece noticias en los siguientes idiomas: inglés, dari, árabe, ruso, urdu, uzbeko y chino. La información de BNA es favorable a los talibanes.

## Historia
Creada en 1939 por el Departamento de Prensa del Gobierno de Afganistán, supervisa las noticias extranjeras y nacionales antes de su distribución. El sector inglés de la distribución de noticias no se añadió hasta 1992 para mantener informados a los diplomáticos extranjeros de las noticias afganas. El Ministerio de Cultura e Información supervisa la información de la Agencia de Noticias Bakhtar.
En 2002, la Agencia France-Presse estableció un enlace por satélite que proporcionaba información a la Agencia de Noticias Bakhtar. El gobierno había planeado independizar la agencia del control gubernamental en 2004, antes de las elecciones.